# Трамбицкая, Вера Григорьевна
Вера Григорьевна Трамбицкая (4 января 1909, Москва — 30 апреля 1981, Харьков) — советская украинская библиотековед, библиограф

 и педагог. Репрессирована в мае 1950 года. Полностью реабилитирована в ноябре 1954.

## Жизнеописание
Родилась 4 января 1909 года в Москве, в семье известных в Харькове врачей. Её отец Григорий Самойлович Трамбицкий был профессором-отоларингологом. Мать — Елена Исаевна Трамбицкая (в девичестве Бронштейн) была врачом-офтальмологом. Окончив медицинский факультет в Лозанне (Швейцария), работала с известным офтальмологом Леонардом Гиршманом.
В 1927 году Вера Трамбицкая окончила Харьковскую торгово-промышленную школу и поступила в Харьковский институт народного хозяйства на юридический факультет.
Весной 1929 года была исключена из комсомола за связь с троцкистами.
Работала в справочном киоске Центрального городского справочного бюро (1929—1930). Получив юридическое образование, в 1930—1934 работала на должности референта в Наркомфине УССР (г. Харьков).
В апреле 1934 года стала работать в Харьковской государственной научной библиотеке им. В. Г. Короленко сначала библиотекарем, затем библиографом. Вера Григорьевна до начала Второй мировой войны занималась разработкой системы библиотечной классификации, проблемам библиотековедения и библиографии. В 1941 году заняла должность ученого секретаря библиотеки. В 1942 году была эвакуирована из Харькова. В эвакуации, с июня 1942 до февраля 1944 работала секретарем и преподавателем русского языка на курсах в интернате для инвалидов Великой Отечественной войны.
В 1944 году, после освобождения Харькова от немецко-фашистских захватчиков, по приглашению Правительственной комиссии вернулась на должность ученого секретаря библиотеки, а позже главного библиографа. С января по октябрь 1949 года возглавляла Центральный справочный аппарат (ныне Отдел информационно-библиографической работы). Одновременно с работой в библиотеке Вера Григорьевна преподавала историю библиотечного дела в Харьковском библиотечном институте.
В конце 1949 года Вера Григорьевна была переведена Министерством культуры на преподавательскую работу в Библиотечный институт. Для студентов лекции курса по истории библиотечного дела были праздником. Трамбицкую всегда слушали с интересом, она завораживала своей эрудицией и преданностью профессии. Вера Григорьевна имела незаурядные ораторские способности, с ней можно было общаться на любые темы.
Будучи оклеветанной, Вера Григорьевна была арестована и осуждена на 10 лет исправительно-трудовых лагерей в 1950 году. На это время ею были написаны и частично изданы научные труды по библиографической классификации, подготовлена значительная часть кандидатской диссертации. Диссертация была посвящена истории библиотеки имени Короленко за всё время её существования.
В сложные годы пребывания в лагерях Тайшета Веру Григорьевну преданно поддерживала семья и друзья, известные в Харькове историки и литераторы (М. О. Габель, А. М. Финкель, И. Я. Каганов, Г. В. Фризман, И. В. Знаменская).
В ноябре 1954 года Трамбицкая Вера Григорьевна была полностью реабилитирована. Она вернулась в Харьков. Трамбицкая надеялась восстановиться на работе в ХГНБ, Библиотечном институте и закончить диссертацию. Но ни одно из этих желаний не осуществилось.
В 1955 году Вера Григорьевна была принята на должность заведующей читальным залом в, новой на то время, Центральной библиотеке им. И. Я. Франко № 25, где она проработала четверть века. Для новой библиотеки Вера Григорьевна разработала подробный справочный аппарат и создала систематическую картотеку статей. Она стала автором схемы для массовых библиотек. Атмосфера, которую привнесла Вера Григорьевна на новое место работы, была дружелюбной к читателям и коллегам. Мероприятия, которые она проводила, отличались высокой интеллектуальностью и профессионализмом.
Близкая её подруга Ирина Васильевна Знаменская (девичья фамилия и псевдоним — Шашкова), сотрудник отдела редких изданий и рукописей ХГНБ имени В. Г. Короленко, посвятила Вере Григорьевне много трогательных и смелых для того времени стихотворений.
В ХГНБ им. В. Г. Короленко сохраняется мемориальный фонд украинского библиографа, историка библиотечного дела, многолетнего сотрудника ХГНБ Веры Григорьевны Трамбицкой (1909—1981).
Фонд содержит документы по истории библиотеки, деятельности самой Трамбицкой на должности ученого секретаря. Это два её значимых труда: «ХГНБ за 20 лет (1917—1937)» и «ХГНБ за 30 лет Октября». Значительный историко-культурный интерес представляют материалы о деятельности библиотек США, Великобритании, Франции в военные времена. Среди документов сохранились протоколы собраний Комиссии по истории библиотечного дела Института теории и педагогики Академии педагогических наук СССР, протоколы совещаний руководства Государственной библиотеки им. В. И. Ленина (1949), где выступала с речью В. Г. Трамбицкая.
Вере Григорьевне Трамбицкой посвящен мемориальный сборник «Слово о друге: памяти харьковского библиотекаря В. Г. Трамбицкой».

## Научные труды
- Великий русский критик революционный демократ Виссарион Григорьевич Белинский [Текст]: К 100-летию со дня смерти: Краткий указатель рекоменд. литературы / В. Г. Трамбицкая, О. Г. Акулова, М. Я. Ройтман ; Ком. по делам культ.-просвет. учреждений УССР. Гос. науч. б-ка им. В. Г.; Короленко.; — Харьков: изд. и тип. Изд-ва Кн. палаты УССР, 1948. — 41 с., включ. обл. : портр.; 17 см.
- «Харьковская государственная научная научная библиотека за 20 лет (1917—1937)» . — Х., 1937.
- «ХГНБ за 30 лет Октября». — Х., 1947.
- «Государственная библиотека имени В. Г. Короленко в годы восстановления (1943—1945)» / П. С. Сафронов, В. Г. Трамбицкая. — ВР РДБ, ф. 321, карт. 15, спр. 24, 5 арк.

## Ссылка
- Они торили наш путь. История отдела информационно-библиографической работы в лицах. Ч.2
- История украинской библиотечного дела в именах (конец XIX века. — 1941 г.): материалы для биобиблиографического словаря / авт.-сост. Л. В. Гарбар; ред. кол.: Г. В. Боряк, Л. А. Дубровина (председатель), В. И. Попик и др. ; НАН Украины, Нац. б-ка Украины им. В. И. Вернадского, Ин-т рукописи. — Киев, 2017. — С. 455.